# (2444) Lederle
(2444) Lederle es un asteroide perteneciente al cinturón de asteroides, descubierto el 5 de febrero de 1934 por Karl Wilhelm Reinmuth desde el Observatorio de Heidelberg-Königstuhl, Alemania.

## Designación y nombre
Designado provisionalmente como 1934 CD. Fue nombrado Lederle en honor al astrónomo alemán Trudpert Lederle.